# Zrcadlová kompozice
Zrcadlová kompozice (někdy také kruhová kompozice) je způsob členění a uspořádání literárního textu, kdy se děj nevyvíjí lineárně od začátku ke konci, ale stále se vrací k určitému motivu či představě. Úplné opakování v kompozici však neexistuje. V literárním díle je vždy kombinováno s lineární kompozicí.

## Princip
Tato kompozice je založena „dostředivě“ – text se stáčí a vrací. Nesměřuje jednoznačně od začátku ke konci, ale neustále se spojuje s určující danou představou či motivem. Je relativně postavena na nekonečném opakování. Opakování se mění například na základě jiného stylu, žánru… Každá anticipace zakládá zrcadlení. Většinou se vrství na lineárně komponovaný text jako prvek narušující linii díla. Tento princip je patrný v různých literárních žánrech, ale jeho podstata je stále stejná – text vytváří dojem cykličnosti, uzavřeného kruhu, kde se motivy neustále vrací do jakéhosi sémantického středu.

## Dělení zrcadlové kompozice
Kompozice lze dělit:
- Děj končí ve stejném bodě, kde začal,
- děj se vrací do podobné situace, která odráží životní stereotyp,
- děj končí tragicky v situaci podobné té úvodní.

Josef Hrabák, autor tohoto dělení, neuvažuje o variantě, ve které se hrdina vrací domů proměněn cestou.

## Příklady zrcadlové kompozice
Zrcadlová kompozice se objevuje v různých literárních a uměleckých dílech. V antických eposech ( např. Odysseia) se děj vrací k výchozímu bodu, kdy hrdina po dlouhé cestě znovu nalezne svůj domov. V lyrice lze tento princip pozorovat například v dekadentní poezii, kde se opakování motivů stává klíčovým výrazovým prostředkem. Příkladem je Karáskovo dílo Zazděná okna, kde se neustále opakuje věta „Ó šerý smutku oken zazděných! Tak dávno zazděných!“ , což podtrhuje pocit neměnnosti a osudovosti.
Dále lze zmínit román Don Quijot od Miguela de Cervantese y Saaverdy nebo divadelní hru Hra od Samuela Becketta, která končí začátkem. Někdy se kruhovost objevuje i v názvu děl či kapitol, například v Hugově díle Muž, který se směje se první i poslední kapitola nazývá Moře a noc. V českém prostřední je kruhová kompozice typická pro tvorbu Vladimíra Párala (Soukromá vichřice).